# Aleochara lygaea
Aleochara lygaea är en skalbaggsart som beskrevs av Ernst Gustav Kraatz 1862. Aleochara lygaea ingår i släktet Aleochara, och familjen kortvingar. Enligt den svenska rödlistan är arten nära hotad i Sverige. Arten förekommer i Götaland. Artens livsmiljö är skogslandskap, jordbrukslandskap.